# Bernesga
Il Bernesga è un fiume della Penisola Iberica. Nasce dalla Cordigliera Cantabrica, è un affluente destro dell'Esla, che a sua volta è affluente del Duero. Scorre in Spagna. La città più importante bagnata è León. Lungo il suo corso corre un ramo della Via de la Plata e il Cammino di Santiago, che in questo tratto coincidono.